# 統聯客運
統聯汽車客運股份有限公司，簡稱統聯客運或統聯，為臺灣首家獲得中華民國政府核准設立的民營國道客運公司，也是臺灣目前具相當規模的汽車客運業者。主要經營國道客運、桃園市公車、臺中市公車、雲林縣公車、大台南公車、高雄市公車、花蓮縣市區公車，並於2010年跨足遊覽車與旅行社市場，分別成立統聯旅運、統聯國際遊覽、統聯運通、統聯聯合巴士及統聯國際旅行社（成立於該年6月）等企業。2012年，統聯轉投資成立主要業務為經營臺中市公車的中台灣客運。

## 沿革
1988年，中華民國交通部第二次整理臺灣省戒嚴令解除後許多非法經營國道客運業務的遊覽車（俗稱「野雞車」）業者，因而輔導這些業者合資成立公司合法經營，由時任交通部運輸研究所所長張家祝取「統率四方、聯合經營」之意，命名為「統聯汽車客運股份有限公司」，於1989年9月6日正式成立，是當時第一家合法的民營國道客運公司。統聯客運的成立，也開啟了臺灣公路客運百家爭鳴的局面。
統聯創立初期的經營路線都是國道路線，但由於經營狀況不甚理想，且持續虧損，自1998年起統聯的股權結構開始產生改變，逐步由經營中興巴士董事長呂良宗接手，並於2002年開始加入臺中市公車客運之經營。統聯客運陸續開闢了許多路線，也包含部份屬於鄉鎮等級的路線，同時也持續汰舊換新車輛和設備。2005年統聯在台中交流道旁的中港轉運站啟用，該轉運站為統聯在臺灣南北運輸中的主要轉運休息站之一，使得統聯客運服務更具規模。
2007年於桃園縣（今桃園市）營運705路線公車，作為高鐵桃園站與桃園機場的接駁路線。隨後於2015年開始陸續闢駛其他桃園市公車路線。705路線後於2019年7月1日停駛。

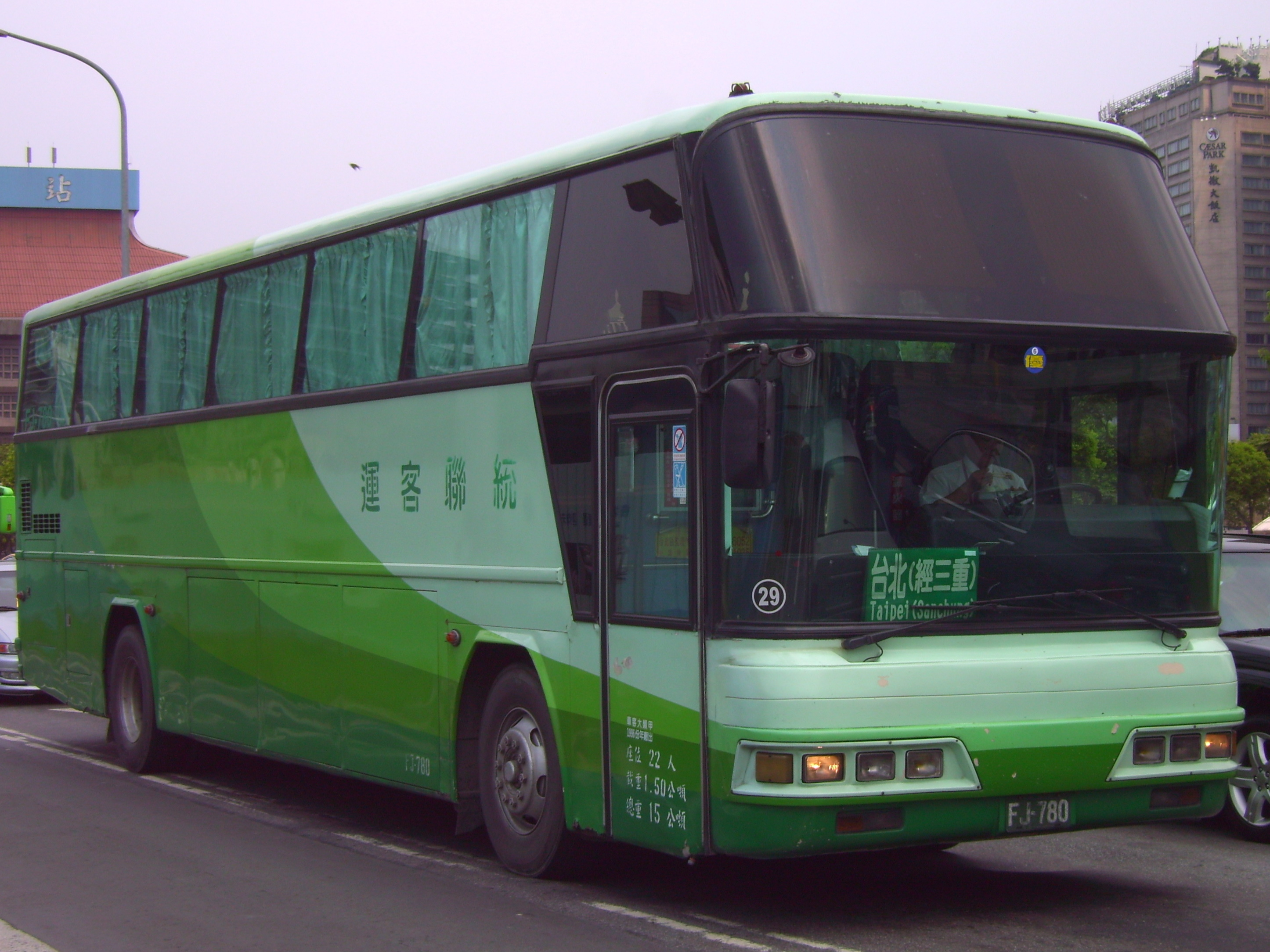
統聯客運於2003年至2005年採用的漸層綠塗裝

2010年成立統聯旅運、統聯國際遊覽、統聯運通等3家遊覽車公司及統聯國際旅行社負責旅遊業務，並採購90輛FUSO遊覽車準備跨足遊覽車與旅行社市場。2012年再成立一家統聯聯合巴士成為旗下第4家遊覽車公司，並採購30輛SCANIA車種投入旅遊業務。同年成立全資子公司中台灣客運，並於12月27日開始營運第一條公車路線臺中市公車95路線（正英臺灣大道─外埔區公所）。
2013年9月16日起加入高雄市公車營運，起初接手經營原高雄市公共汽車管理處的橘21路線及橘22路線（現改為公車式小黃（DRTS）服務）。
2017年3月1日因應一例一休政策影響，營運成本增加，調漲國道客運票價。
2024年1月1日起，因雲林客運欠薪風波，雲林縣政府協調統聯客運代駛原雲林客運101路線、102路線、201路線。
2025年1月3日起，因應臺南市政府交通局辦理市區公車路網重整計畫，正式加入大台南公車營運。
統聯客運目前訂票的搭乘方式有兩種。一種為購買時即可劃位；一種為購票後仍為自由座，若想乘坐到喜愛的位子則需到提早到現場排隊等候。而票種之差別為公司依照狀況安排。若為選購自由入座之車票，當遇到個人因素需要換票時，可直接至欲乘車時間到現場抽取現場補位票。

## 服務範圍
- 臺北市：信義區、大同區、文山區、南港區、大安區
- 新北市：板橋區、三重區、中和區、新店區、三峽區、土城區
- 桃園市：八德區、桃園區、龜山區、蘆竹區、中壢區、大園區、平鎮區、龍潭區、大溪區
- 新竹市：東區
- 臺中市：中區、南區、北區、西區、東區、北屯區、西屯區、豐原區、東勢區、石岡區、后里區、外埔區、大甲區、大安區、烏日區、龍井區、沙鹿區、梧棲區、清水區、潭子區、太平區、大里區、霧峰區、和平區
- 彰化縣：彰化市、員林市、鹿港鎮、溪湖鎮、二林鎮、福興鄉、埤頭鄉、大城鄉、竹塘鄉、芳苑鄉
- 南投縣：南投市、草屯鎮、名間鄉、竹山鎮
- 雲林縣：西螺鎮、虎尾鎮、北港鎮、土庫鎮、二崙鄉、崙背鄉、麥寮鄉、臺西鄉、東勢鄉、褒忠鄉、元長鄉、四湖鄉、口湖鄉、水林鄉、斗南鎮、斗六市、莿桐鄉
- 嘉義縣：太保市、朴子市、布袋鎮、大林鎮、東石鄉、新港鄉、民雄鄉
- 嘉義市：西區
- 臺南市：中西區、南區、東區、北區、永康區、安南區、安定區、西港區、新營區、麻豆區、仁德區、佳里區、將軍區、學甲區
- 高雄市：三民區、苓雅區、燕巢區、楠梓區、前金區、新興區、前鎮區、鳳山區、鳥松區、鹽埕區
- 屏東縣：屏東市、九如鄉
- 宜蘭縣：宜蘭市、羅東鎮、礁溪鄉、蘇澳鎮
- 花蓮縣：全區
- 臺東縣：長濱鄉、成功鎮

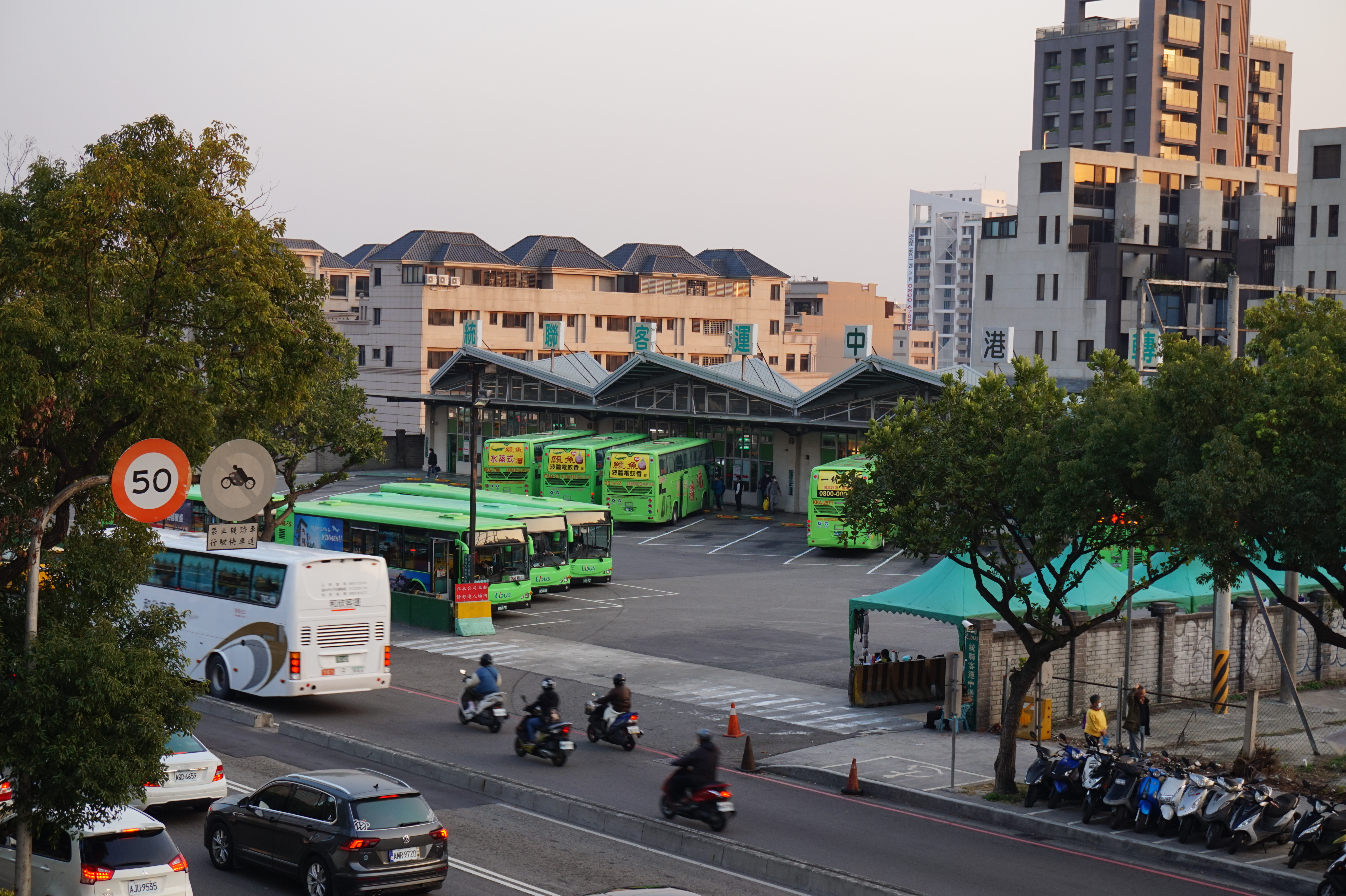
統聯客運中港轉運站
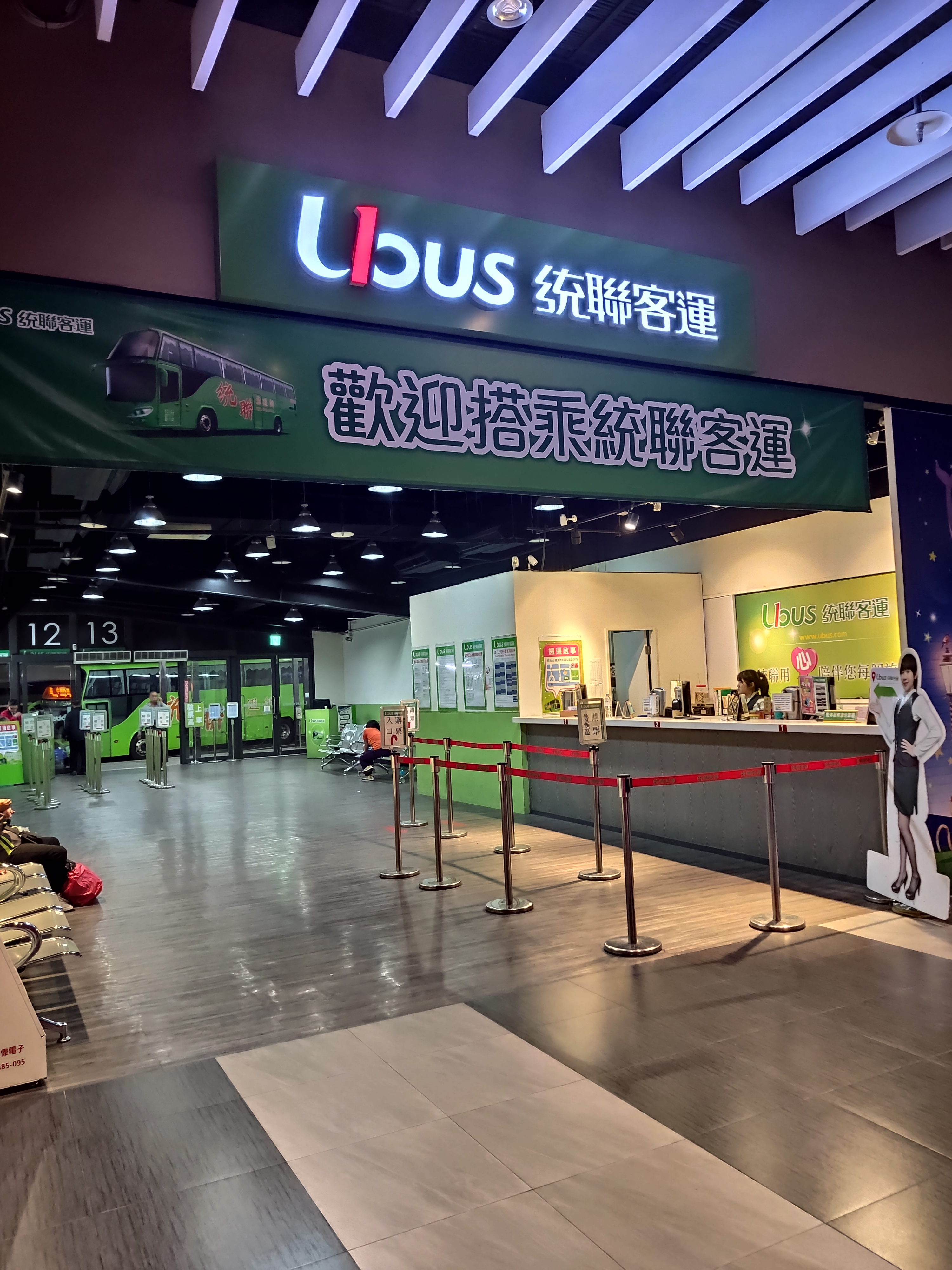
國光客運台中轉運站的統聯客運櫃檯
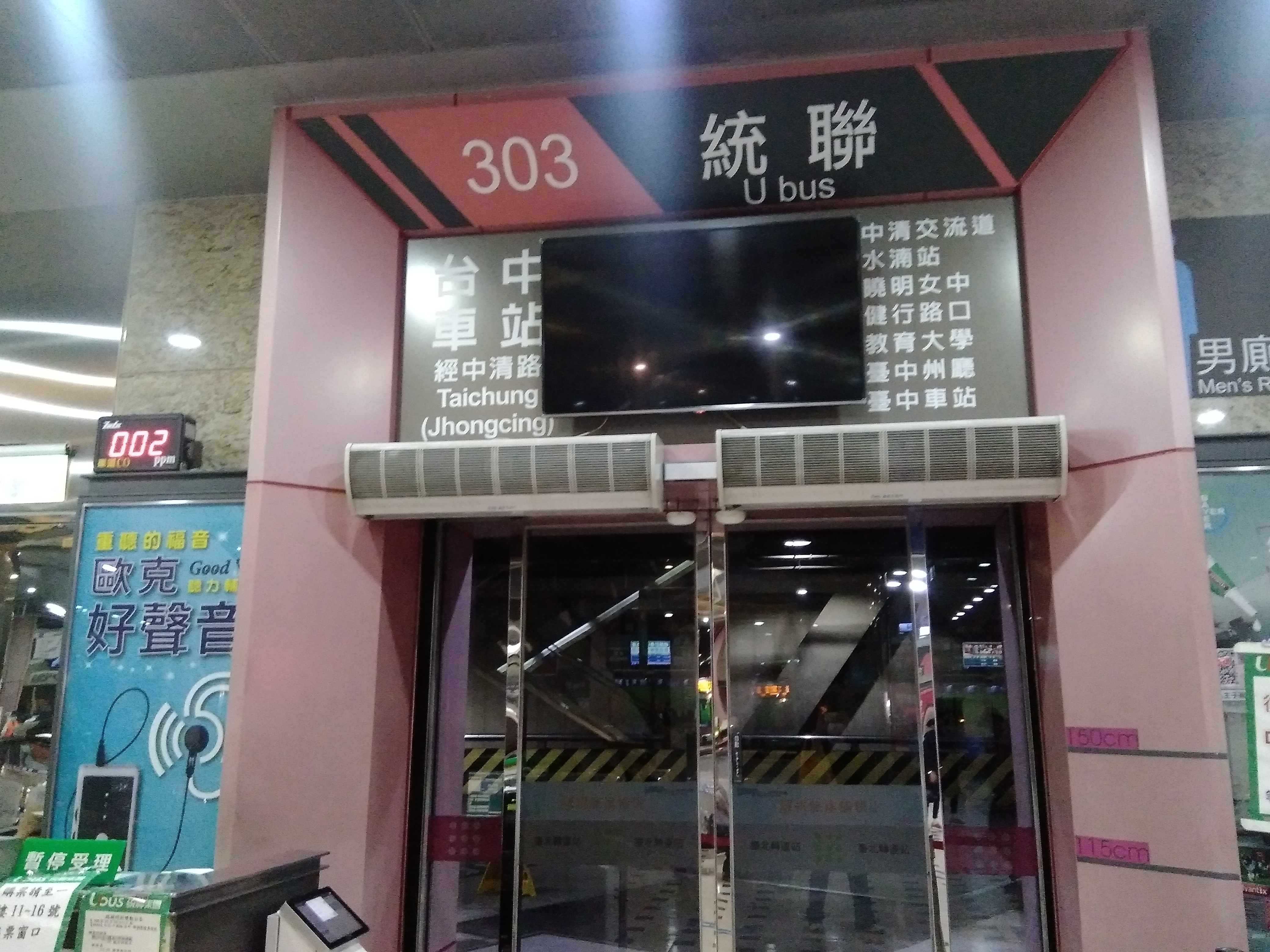
臺北轉運站303月台

## 董事會組成
| 職位     | 姓名                     | 代表公司                 | 持有股份   | 百分比(%) |
| 董事長   | 呂奇峯                   | 指南汽車客運股份有限公司 | 5,763,863  | 2.4564%   |
| 副董事長 | 陳崇坤                   | 指南汽車客運股份有限公司 | 5,763,863  | 2.4564%   |
| 常務董事 | 蔡仁雄                   | 淡水汽車客運股份有限公司 | 8,021,676  | 3.4186%   |
| 常務董事 | 呂良宗                   | 淡水汽車客運股份有限公司 | 8,021,676  | 3.4186%   |
| 常務董事 | 陳啓彰                   | 指南汽車客運股份有限公司 | 5,763,863  | 2.4564%   |
| 常務董事 | 辛忠道                   | 中興大業巴士股份有限公司 | 5,740,900  | 2.4466%   |
| 常務董事 | 羅永發                   | 光華巴士股份有限公司     | 4,363,083  | 1.8594%   |
| 董事     | 高貴卿                   | 首都客運股份有限公司     | 16,365,376 | 6.9744%   |
| 董事     | 高秀如                   | 首都客運股份有限公司     | 16,365,376 | 6.9744%   |
| 董事     | 李建文                   | 首都客運股份有限公司     | 16,365,376 | 6.9744%   |
| 董事     | 淡水資產管理股份有限公司 |                          | 10,626,463 | 4.5287%   |
| 董事     | 許怡娟                   | 淡水汽車客運股份有限公司 | 8,021,676  | 3.4186%   |
| 董事     | 李婷娜                   | 三重汽車客運股份有限公司 | 6,601,701  | 2.8134%   |
| 董事     | 林進忠                   | 中興大業巴士股份有限公司 | 5,740,900  | 2.4466%   |
| 董事     | 藍筱筑                   | 中興大業巴士股份有限公司 | 5,740,900  | 2.4466%   |
| 董事     | 呂奇龍                   | 光華巴士股份有限公司     | 4,363,083  | 1.8594%   |
| 董事     | 陳崇仁                   | 光華巴士股份有限公司     | 4,363,083  | 1.8594%   |
| 董事     | 黃錦椿                   | 彰化汽車客運股份有限公司 | 2,934,706  | 1.2507%   |
| 董事     | 邱進源                   | 新北汽車客運股份有限公司 | 952,988    | 0.4061%   |
| 董事     | 邱進財                   | 新北汽車客運股份有限公司 | 952,988    | 0.4061%   |
| 董事     | 林伯洋                   |                          | 37,108     | 0.0158%   |
| 監察人   | 林再銀                   | 紅樹林廣告股份有限公司   | 8,323,887  | 3.5474%   |
| 監察人   | 陳玉書                   | 紅樹林廣告股份有限公司   | 8,323,887  | 3.5474%   |
| 監察人   | 楊賽花                   | 台北航運股份有限公司     | 3,788,993  | 1.6147%   |
| 監察人   | 廖美英                   | 台北航運股份有限公司     | 3,788,993  | 1.6147%   |
| 監察人   | 邱正雄                   | 台北航運股份有限公司     | 3,788,993  | 1.6147%   |
| 監察人   | 蔡冠宗                   | 員林汽車客運股份有限公司 | 3,160,475  | 1.3469%   |
| 監察人   | 饒孟友                   | 邦宏國際開發股份有限公司 | 161,981    | 0.069%    |

### 自然人
- 林伯洋（25,376股）

豐原汽車客運股份有限公司董事長

## 照片集錦

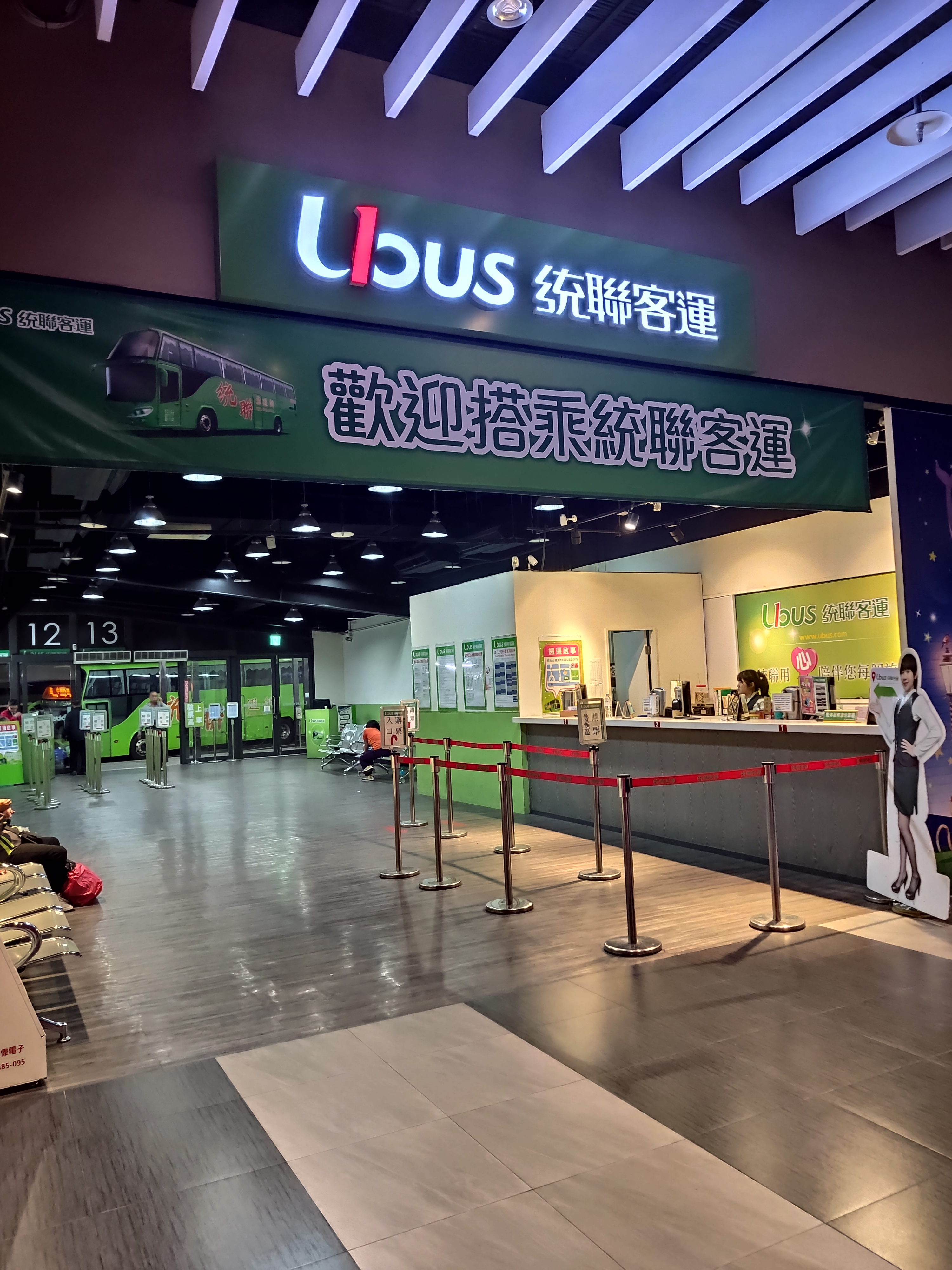
統聯客運在台中轉運站的櫃檯。
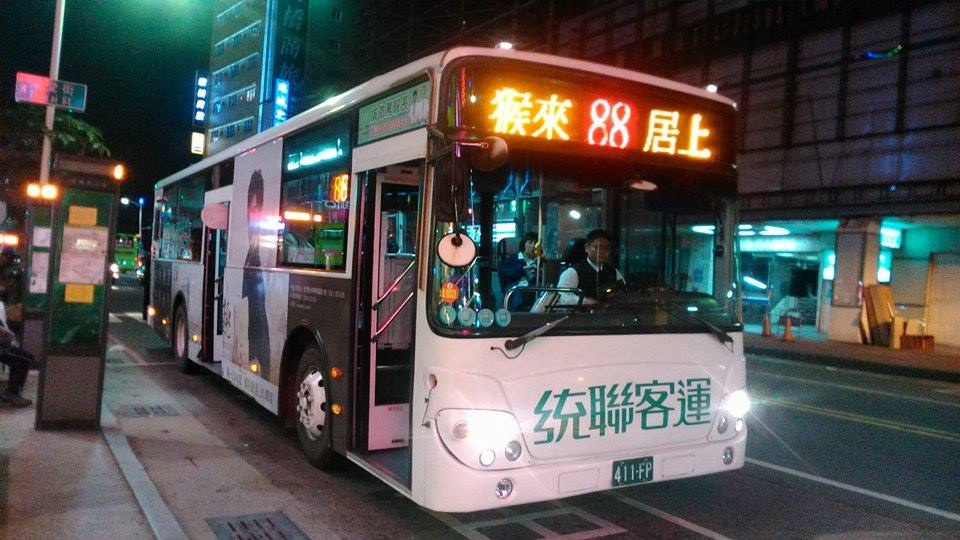
統聯高雄市公車88路(建國幹線)
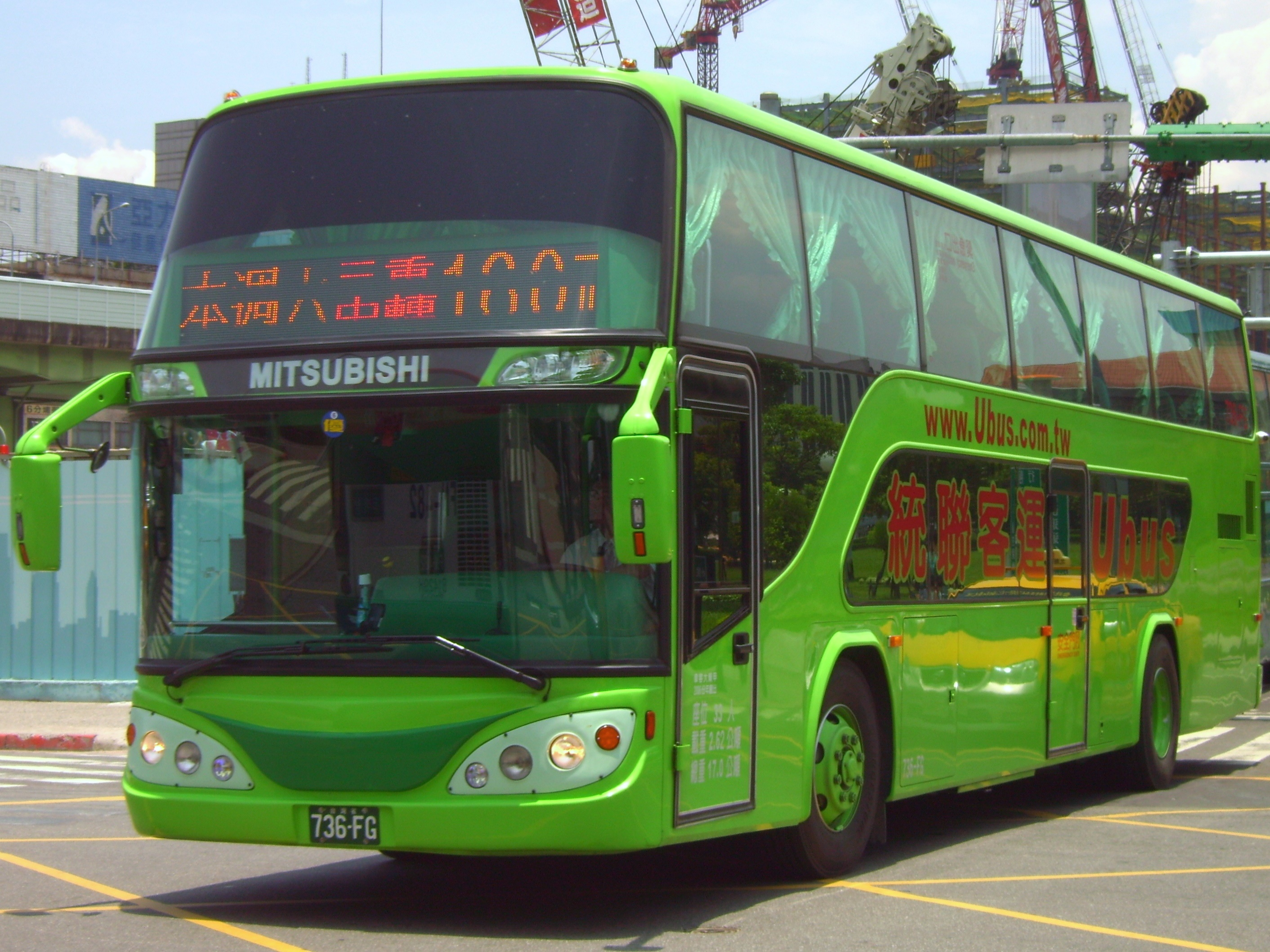
2006年所購之FUSO車輛。
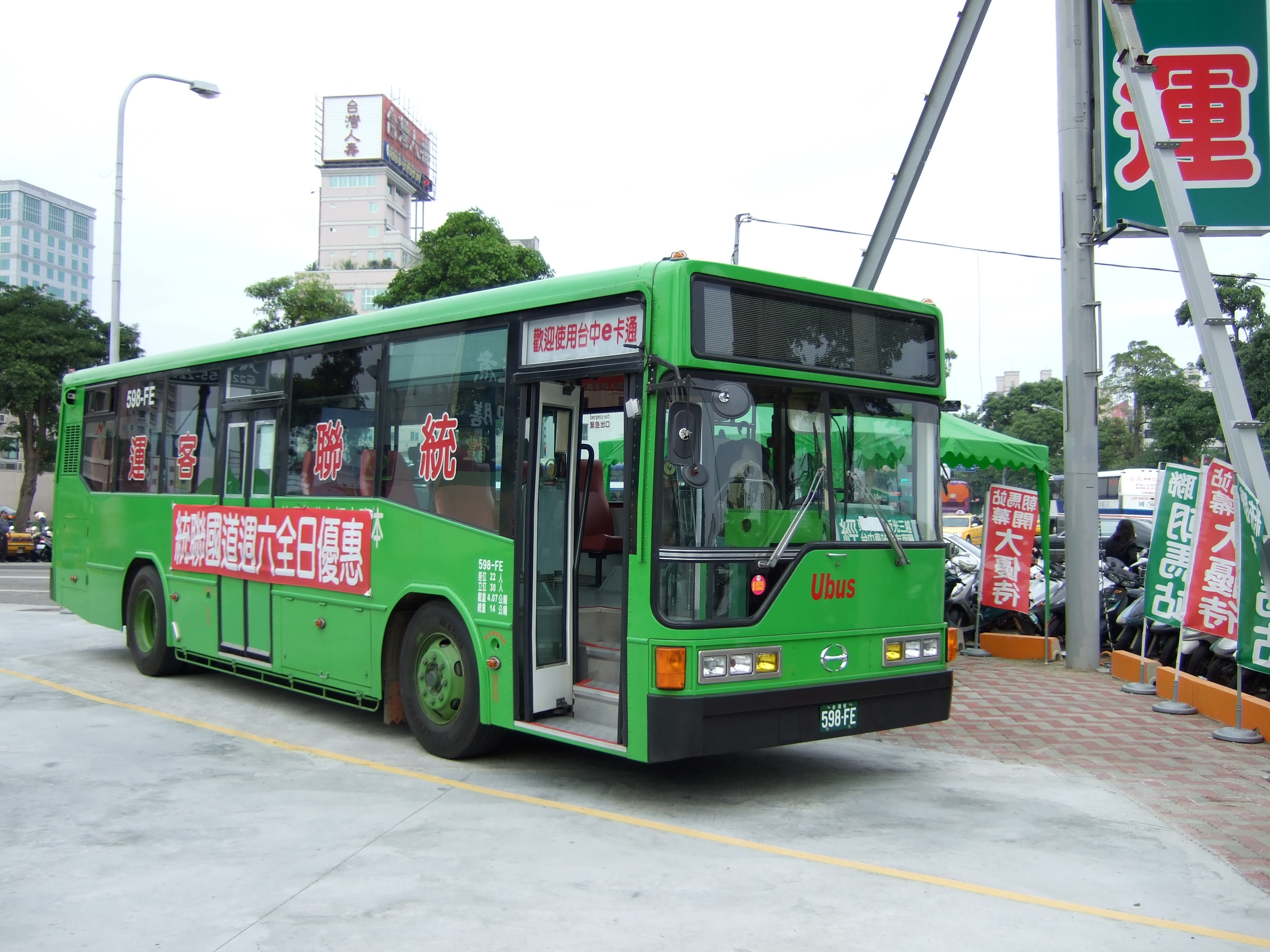
統聯臺中市公車
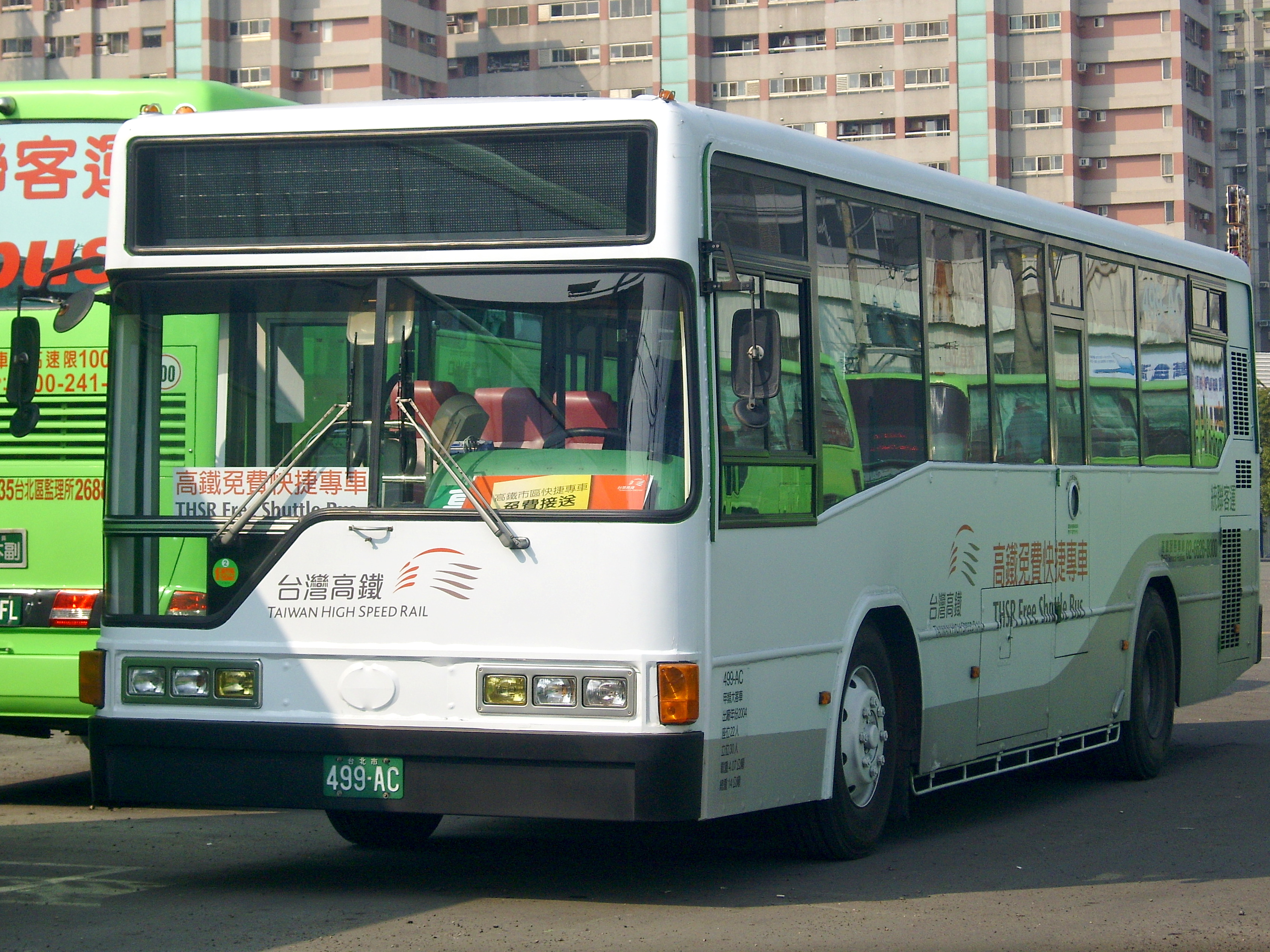
高鐵快捷以白色塗裝的方式，區隔臺中市公車。
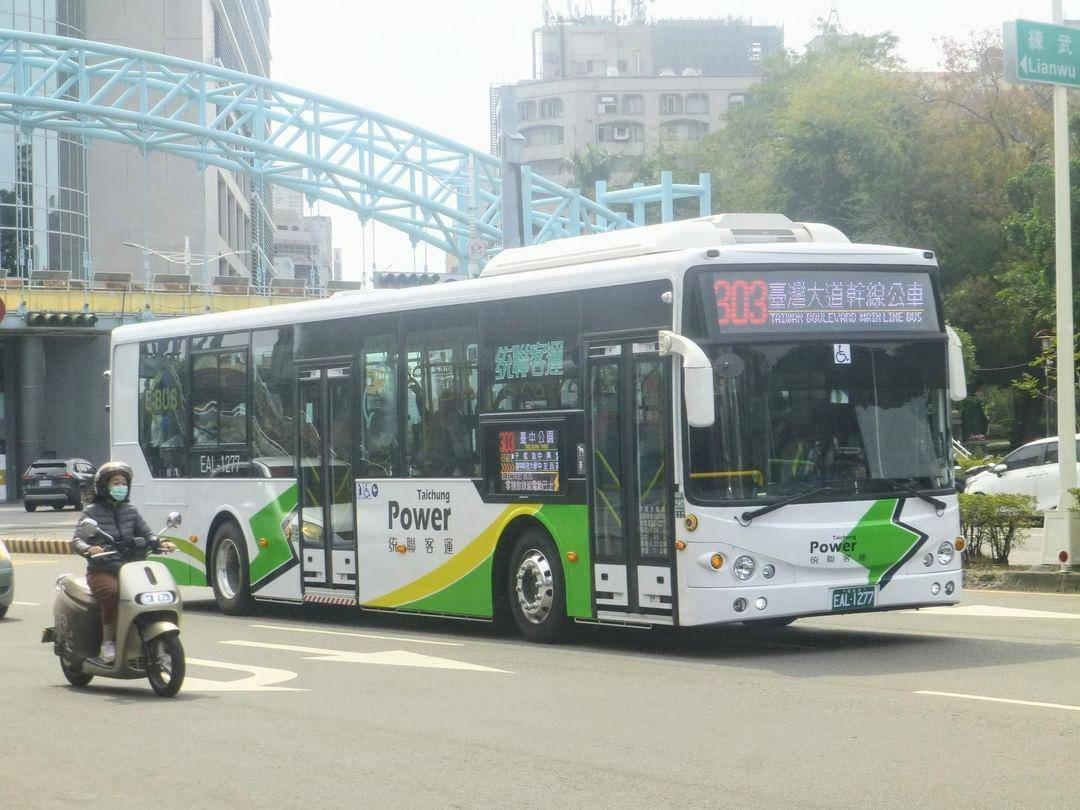
統聯台中市公車303路(電動車)

## 外部連結
- 統聯客運 （页面存档备份，存于）（繁體中文）
- 統聯客運的Facebook專頁
- 統聯旅遊網 （页面存档备份，存于）